# Florencio Palacios
Florencio Palacios y de la Plaza (Caracas, Imperio español, 1784-La Gosseline, República de Haití, 1816) fue un militar venezolano que participó en la guerra de independencia de su país en el bando patriota.

## Biografía
Hijo de los criollos Vicente Antonio Palacios y Xerex de Aristeguieta y Melchora de la Plaza de Liendo y Blanco. Hermano menor del brigadier patriota Leandro Palacios y primo lejano de Simón Bolívar  En su adolescencia fue aprendiz del pintor Juan Lovera. En enero de 1809 pasa de subteniente a teniente del batallón de la Reina de Caracas. En septiembre lo ascienden a capitán. Durante septiembre de 1810 es nombrado teniente coronel y subinspector de milicias de pardos de Valencia. Combate en la campaña de Coro y el sofocamiento de la rebelión de Valencia. El 17 de agosto de 1811 es nombrado coronel. En abril de 1812 era segundo del coronel Diego Jalón, jefe de la guarnición de Barquisimeto. Enviado a Araure con un destacamento es derrotado y capturado por tropas realistas de Domingo de Monteverde. 
En 1813 se une a su primo Simón Bolívar poco después de la Campaña Admirable. En agosto es enviado con un batallón de refuerzo para el teniente coronel Tomás Montilla. En la batalla de Araure comanda al batallón sin nombre. Jefe de una división de retaguardia en la Primera Batalla de Carabobo. Con la caída de la Segunda República de Venezuela, emigra con Bolívar a Nueva Granada y participa en el asedio de Santafé de Bogotá, las operaciones en el río Magdalena y Cartagena de Indias. En junio emigra a las Antillas y se une nuevamente a Bolívar en la expedición de Los Cayos. Estuvo presente en la asamblea celebrada en la isla La Beata (22-25 de marzo de 1816). Abandona la empresa por disputas con el almirante Luis Brión y vuelve a Haití, específicamente a Jacmel. Cuando viajaba a Puerto Príncipe se ahoga en el río La Gosseline.